# Грайндстоун (Пенсільванія)
Грайндстоун (англ. Grindstone) — переписна місцевість (CDP) в США, в окрузі Файєтт штату Пенсільванія. Населення — 489 осіб (2020).

## Географія
Грайндстоун розташований за координатами 40°1′20″ пн. ш. 79°49′22″ зх. д. / 40.02222° пн. ш. 79.82278° зх. д. (40.022124, -79.822819).  За даними Бюро перепису населення США в 2010 році переписна місцевість мала площу 3,30 км², уся площа — суходіл.

## Демографія
Згідно з переписом 2010 року, у переписній місцевості мешкало 498 осіб у 218 домогосподарствах у складі 138 родин. Густота населення становила 151 особа/км².  Було 248 помешкань (75/км²).
Расовий склад населення:
| - 96,8 % — білих - 2,2 % — чорних або афроамериканців - 0,2 % — корінних американців - 0,2 % — азіатів |

До двох чи більше рас належало 0,6 %. Частка іспаномовних становила 0,0 % від усіх жителів.
За віковим діапазоном населення розподілялося таким чином: 21,3 % — особи молодші 18 років, 61,0 % — особи у віці 18—64 років, 17,7 % — особи у віці 65 років та старші. Медіана віку мешканця становила 39,7 року. На 100 осіб жіночої статі у переписній місцевості припадало 83,1 чоловіків;  на 100 жінок у віці від 18 років та старших — 80,6 чоловіків також старших 18 років.
Середній дохід на одне домашнє господарство  становив 45 072 долари США (медіана — 39 583), а середній дохід на одну сім'ю — 56 618 доларів (медіана — 55 163). Медіана доходів становила 40 500 доларів для чоловіків та 35 833 долари для жінок. За межею бідності перебувало 22,1 % осіб, у тому числі 31,1 % дітей у віці до 18 років та 30,7 % осіб у віці 65 років та старших.
Цивільне працевлаштоване населення становило 187 осіб. Основні галузі зайнятості: освіта, охорона здоров'я та соціальна допомога — 43,9 %, роздрібна торгівля — 20,9 %, мистецтво, розваги та відпочинок — 7,0 %, виробництво — 6,4 %.